# Tianlong babu
 (février 2014).
Si vous disposez d'ouvrages ou d'articles de référence ou si vous connaissez des sites web de qualité traitant du thème abordé ici, merci de compléter l'article en donnant les références utiles à sa vérifiabilité et en les liant à la section « Notes et références ».
Tianlong babu (天龍八部) sont, dans la mythologie bouddhiste, les huit catégories d’êtres non-humains protecteurs du dharma, enseignement du Bouddha. Si certains à l’origine maléfiques, ils se sont mis au service du bouddhisme. 
Les huit classes sont : (1) êtres célestes, Devas (天，天人); (2) dragons ou déités aquatiques, Nâgas (龍 ; 竜); (3) êtres semi-divins et courroucés, Yakshas (夜叉); (4) musiciens et gardiens du soma, compagnons des apsaras,Gandharvas (乾闥婆); (5) titans ou anti-dieux, Asuras (阿修羅); (6) êtres semi-divins à la forme d'oiseaux, Garudas (迦楼羅); (7) êtres semi-divins chanteurs et danseurs, Kinnaras (緊那羅); (8) boas, grands serpents, Mahoragas (摩睺羅伽).
Leur popularité dans la tradition et l’iconographie bouddhiste, particulièrement en Corée et au Japon, a suivi la diffusion du Sutra Avatamsaka. Ils sont appelés en japonais (Tenryu) Hachibushu (天竜)八部衆 – (てんりゅう) はちぶしゅう. Le Kōfuku-ji de Nara abrite leur représentation. 
Tianlong babu est le titre d’un roman de Jin Yong, traduit en Demi-dieux et semi-démons.

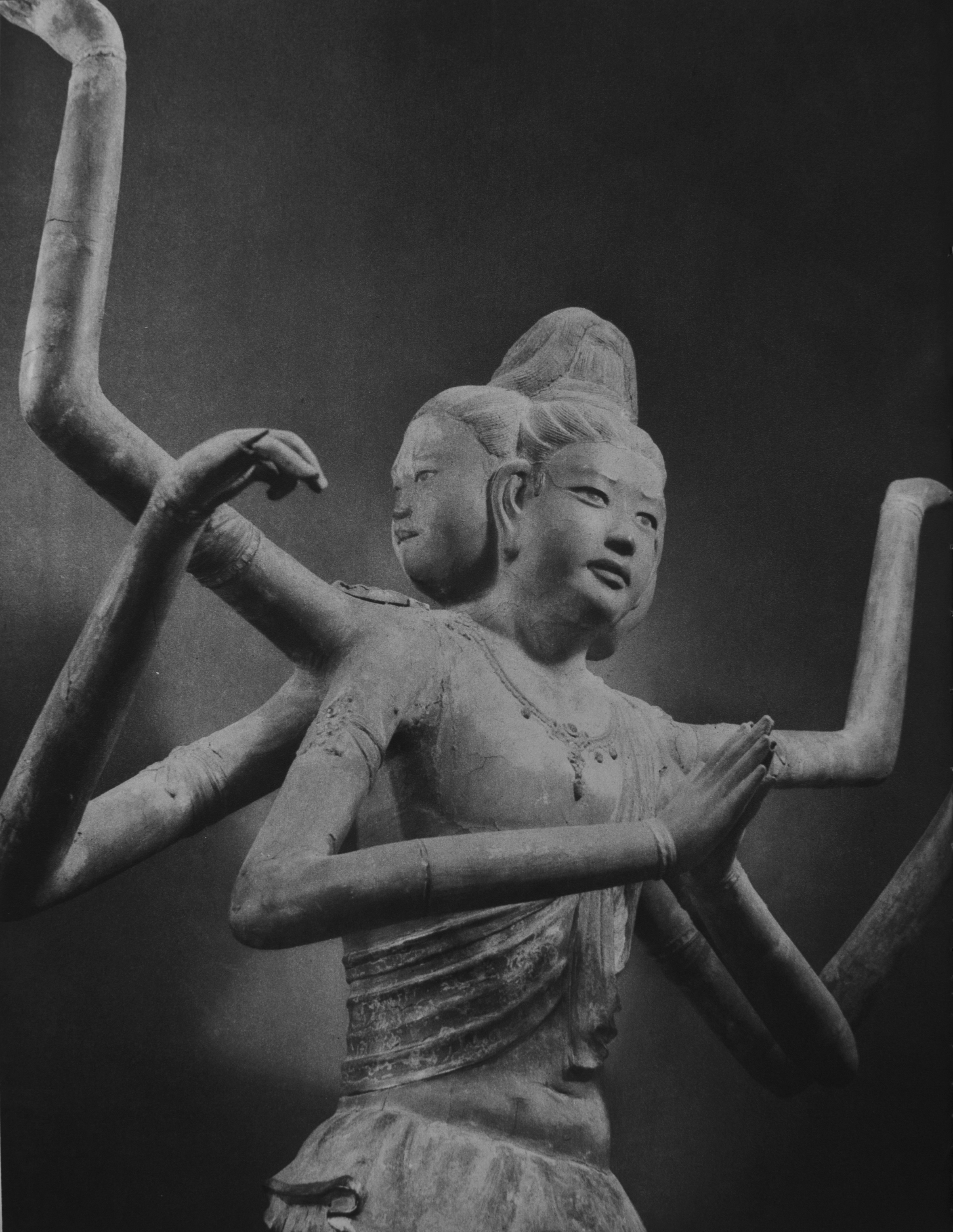
Statue d'un Ashura dans le Kōfuku-ji de Nara
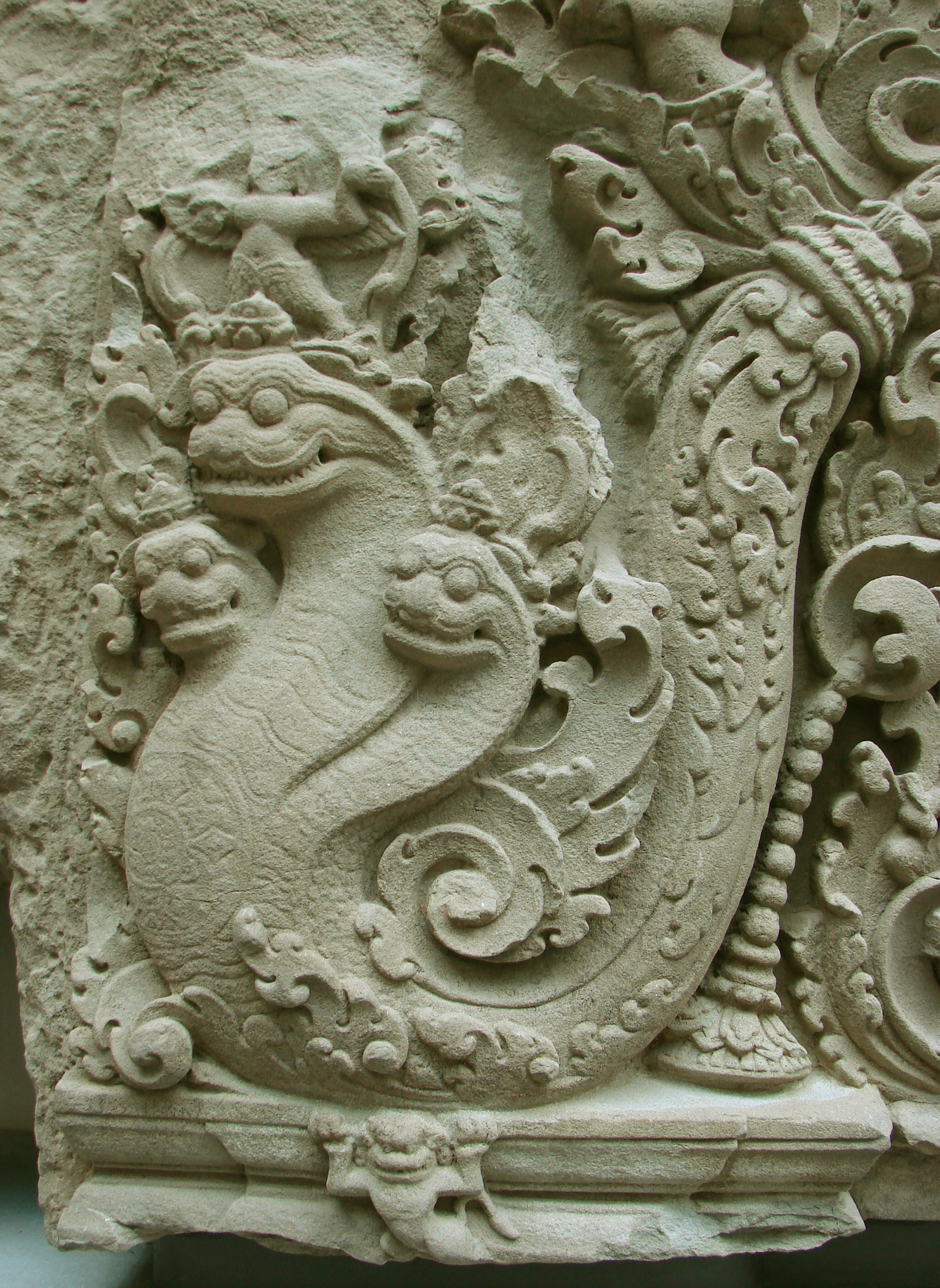
Nāga d'Angkor (Cambodge, fin du IXe siècle).
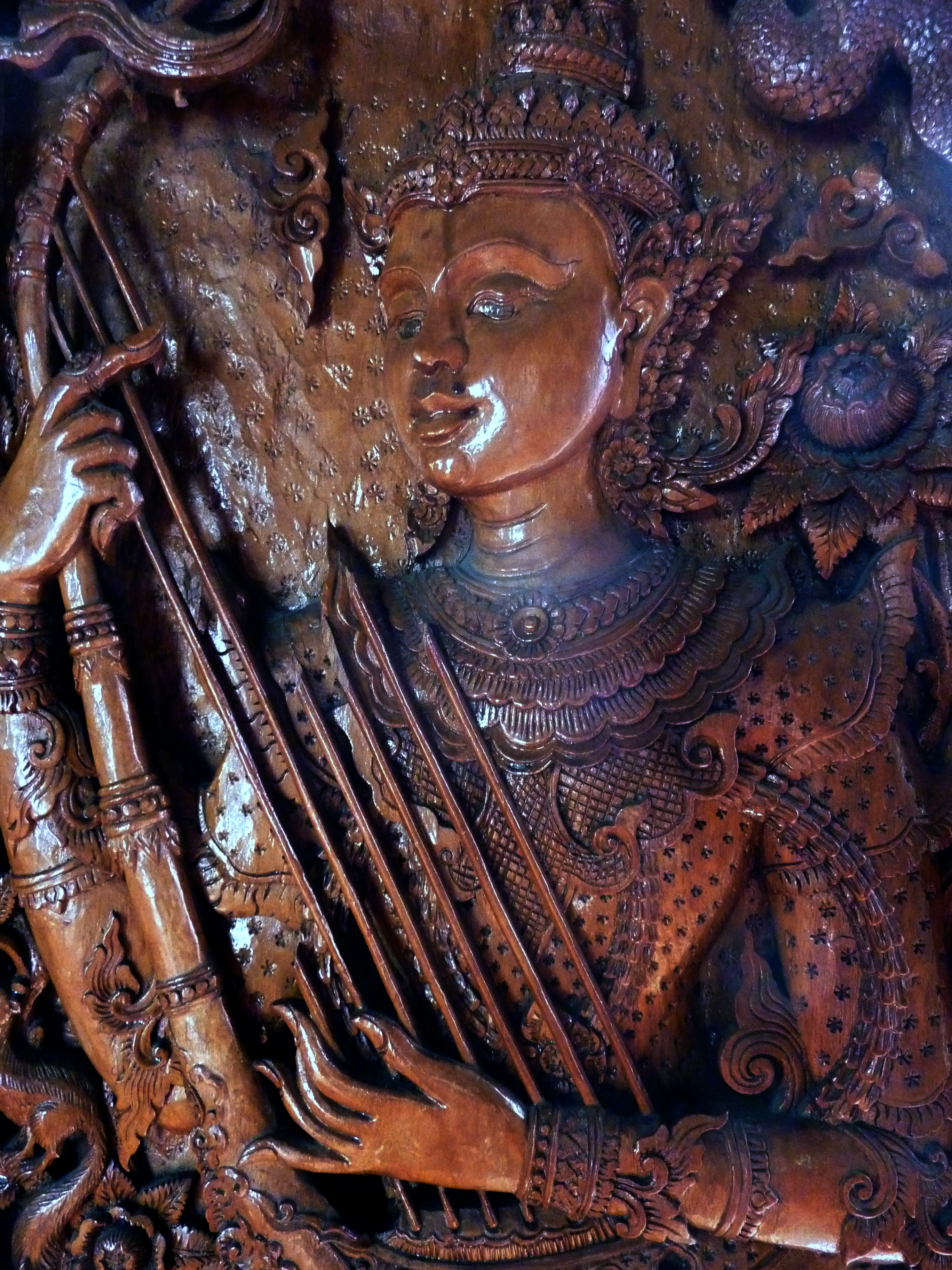
Gravue sur bois d'un gandharva
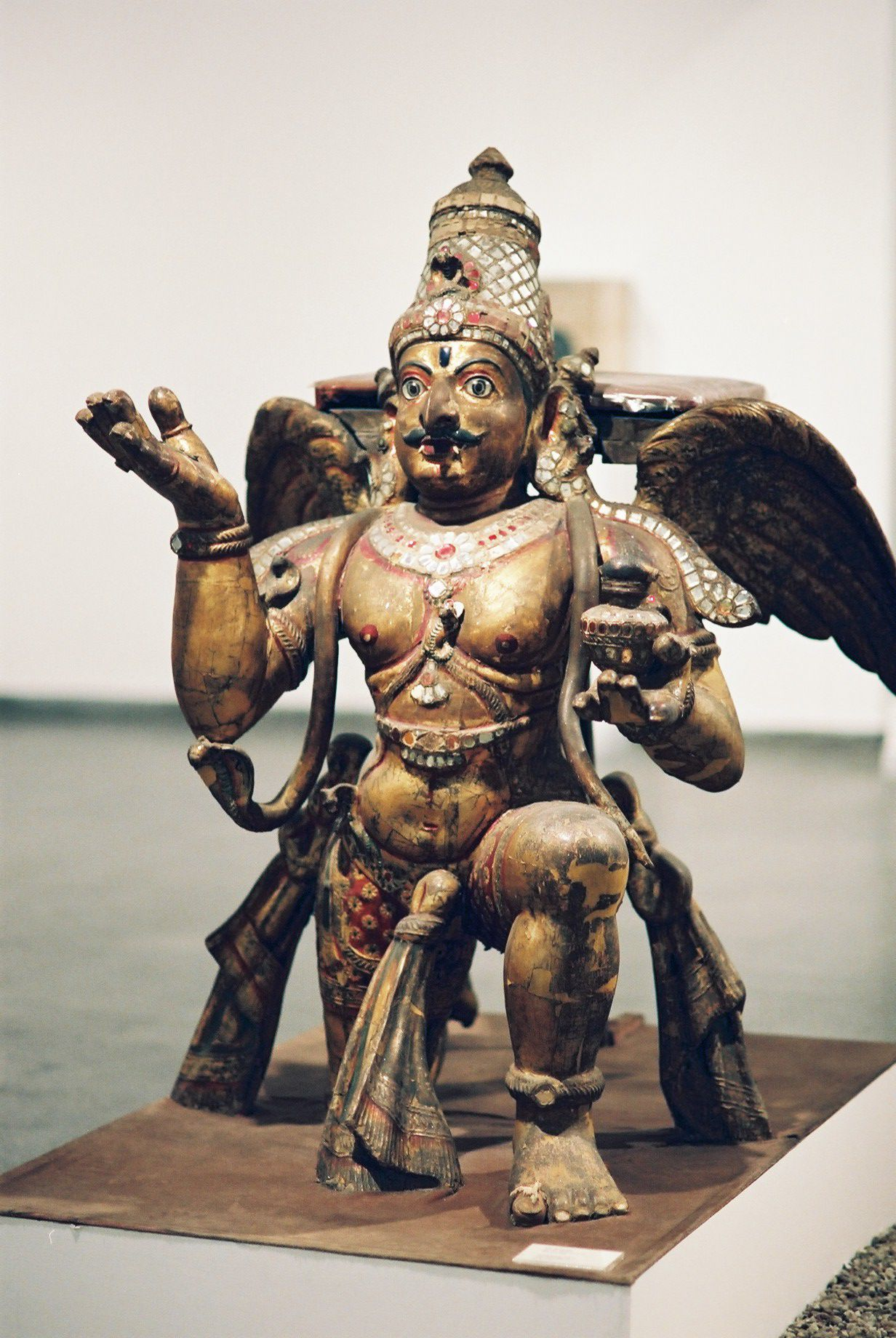
Garuda
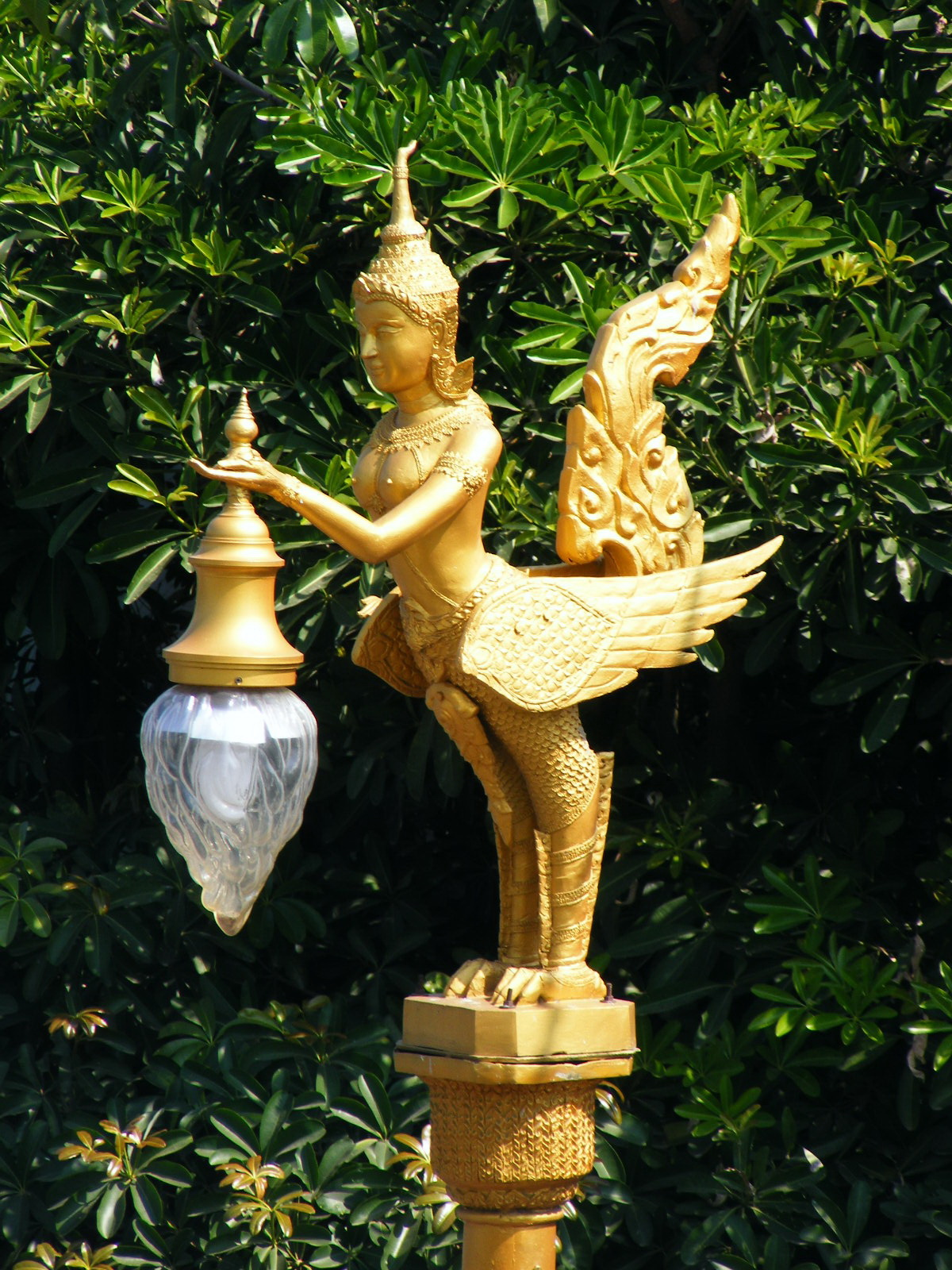
Kinnari